# Hadilov písař
Hadilov písař (Sagittarius serpentarius) je velký, převážně na zemi žijící pták. Jedná se o jediného zástupce čeledi hadilovovití (Sagittariidae).

## Popis
- Délka těla 125–150 cm, výška asi 130 cm
- Rozpětí křídel okolo 2 m (i více)
- Hmotnost 2,3–4,3 kg
- Zbarvení těla bílo-šedé s černě zbarvenými místy (nohy, chocholka a ocas)
- Hadilov má dlouhé tenké nohy, s pařáty uzpůsobenými lovu ze země (prsty jsou neohebné, drápy tupé a krátké).
- Na týle má volnou chocholku per, která se staví při rozrušení.
- Na ocase má dvě dlouhá centrální pera, která při letu přesahují ocas.
- Dospělí jedinci mají na tvářích červené skvrny bez peří, mladí žluto-oranžové

Sexuální dimorfismus je rozvinut velmi málo. Samec má delší ocasní pera i chocholku.

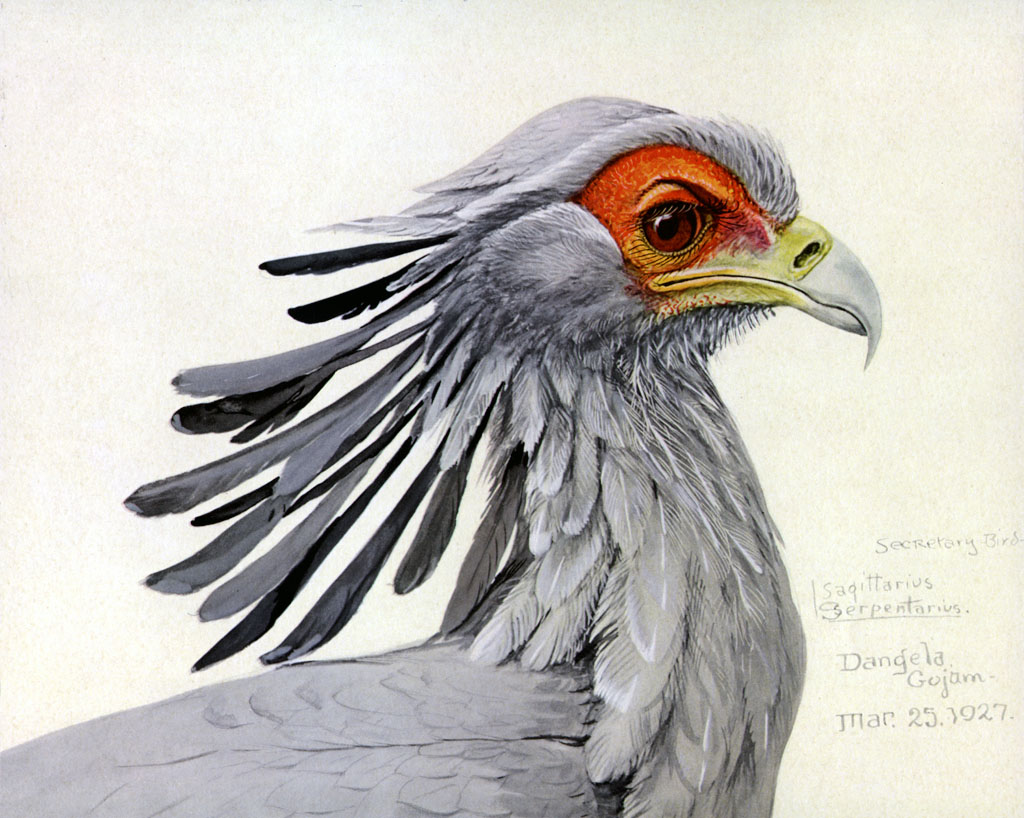
Pohled na líce a chocholku hadilova

## Jméno
České jméno hadilov písař vystihuje jeho schopnost obratně a bezproblémově lovit hady (dokonce i jedovaté jedince), na stejnou schopnost poukazuje i latinské serpentarius. Druhové jméno písař pak je vysvětlováno tím, že chocholka v klidové poloze připomíná písaře s perem za uchem. Angličané zvou hadilova sekretářem (secretary), což by se dalo vysvětlovat podobně jako české jméno. Latinské rodové jméno (Sagittarius) poukazuje též na hlavová pera, ale znamená lukostřelec (pera připomínají šípy).

## Způsob života
Hadilov žije většinou celý život ve stejném páru. Partneři společně loví a společně také stavějí velké ploché hnízdo ve větvích stromů (nejčastěji jsou to akácie). Hnízdo pak používají několik let. Díky své specializaci na lov ze země ale mají jinak vyvinuté pařáty a do korun stromů musí všechen materiál na stavbu hnízda přemístit zobákem. Každý pár si brání vlastní teritorium o rozloze až 45 kilometrů čtverečních.

### Lov a potrava
Živí se převážně malými obratlovci (drobnými savci, ještěrkami, hady) a hmyzem, občas ptačími vejci. Vyhledává živou potravu, mrtvou kořist požírá pouze za velkých požárů (takže vlastně upečenou). Kořist loví pomocí zobáku nebo spárů ze země. K tomu slouží extrémně dlouhé nohy. Pták cupitá drobným krůčky a plaší lovenou zvěř, kterou pak opakovaně zasahuje pařáty a zobákem. Pokud má kořist vyhlédnutou, umí se k ní tiše přiblížit. Křídla používají v případě potřeby jako štít. Partneři vyrážejí na lov společně. Ačkoliv denně urazí za potravou až dvacet kilometrů, před setměním se téměř vždy vracejí ke svému hnízdu.

### Mláďata
Vejce jsou světle modrozelená nebo bílá. Samice snáší jednotlivá vejce v odstupu několika dní. Ve snůšce může být jedno až tři vejce. Po asi šesti týdnech (42–46 dní) se líhnou bílá, nebo světle šedá mláďata. Krmí je oba rodiče. Nejprve natrávenou potravou, později celými mrtvými kusy, nakonec jim nosí živé živočichy, které si musí mláďata sama ulovit. Takto se o mláďata starají až 6 měsíců. I přes tuto péči v početnějších vrzích třetí mládě často nevychovají do dospělosti. Mladí hadilovové jsou totiž velmi nenasytní a rodiče je nestíhají uživit.

### Let
Hadilov umí létat i do velkých výšek, ale nečiní tak často. Je velmi dobrým běžcem. Do vzduchu se vznášejí v době toku. Samec obletuje samici, až se sama vznese a stoupá. Druhou příležitostí je útok ze strany velké šelmy. Hadilov se rozběhne a vznese se (rozbíhá se proti větru, za bezvětří potřebuje delší rozběh). Buď usedá na strom, nebo se ihned po odeznění ohrožení opět snáší na zem.

### Evoluce
Patří do řádu dravců, ale je tak specifický, že pro něj byla vytvořena zvláštní čeleď, jejímž je jediným zástupcem. Od hlavní větve se oddělil v oligocénu.

### Hrozby
V rámci druhu ho nejvíce ohrožuje ztráta obývaných lokalit v důsledku aktivity člověka, přirozených nepřátel má málo (jsou jimi hlavně velké kočkovité šelmy a dravci, kteří jsou nebezpečím pro mláďata). I přes dosavadní hojnost je chráněn, a to Africkou konvencí na zachování přírody a přírodních zdrojů.

## Rozšíření
Hadilov je endemit. Žije v savanách a polopouštích Afriky, na jih od Sahary. Je k nalezení v různých nadmořských výškách od pobřeží až do vnitrozemí. Jde o v Africe stále běžný druh.

## Chov v zoo
Hadilov písař je chován ve čtyřech desítkách evropských zoo. Nejvíce ve Francii, Spojeném království a Německu. K rozmnožování dochází velmi zřídka.
V rámci Česka jej chová pět zoo:
- Zoo Dvůr Králové – od 2002, první odchov 2009
- Zoo Liberec – od 2017
- Zoo Olomouc
- Zoo Praha – dříve krátkodobě, nepřetržitě od 1986
- Zoo Zlín – od 2002, první odchov 2011

V roce 2017 se podařilo odchovat ve třech českých zoo (Dvůr Králové, Praha, Zlín) osm mláďat.

### Chov v Zoo Praha
První hadilov přišel do Zoo Praha již v roce 1952. Další chov je evidován v letech 1954,1956–1967 a 1974–1978. V současnosti je chován nepřetržitě od roku 1986. První odchov se podařil v roce 2017, tedy po 31 letech souvislého chovu. Mládě se vylíhlo v chovatelském zázemí expozice Ptačí mokřady 23. 7. 2017. Při té příležitosti ředitel Zoo Praha Miroslav Bobek uvedl, že za předchozích 12 měsíců se ve světových zoo vylíhlo jen sedm mláďat, a jde tak o velký úspěch. Na konci června 2018 se v umělé líhni vylíhlo další mládě a bylo úspěšně podsazeno pod rodiče, kteří se mláděte ujali. Mládě ovšem později uhynulo. Na konci roku 2018 byli chováni dva samci a jedna samice.
Další mládě se vylíhlo na konci srpna 2020.
Druh je chován a vystavován v expozičním celku Ptačí mokřady v dolní části zoo.

## Zajímavosti
- Hadilov je pro svou schopnost lovit hady v Africe občas ochočován a zemědělci cvičen na ochranu hospodářství.
- Je národním symbolem Súdánu (hadilov figuruje na prezidentské vlajce, státní pečeti i na vojenských odznacích) a Jihoafrické republiky (ve znaku).